# ژان-پی‌یر دکور
ژان-پی‌یر دکور (فرانسوی: Jean-Pierre Decourt‎) فیلم‌نامه‌نویس و کارگردان تلویزیونی اهل فرانسه بود.
از فیلم‌ها یا مجموعه‌های تلویزیونی که وی در آن‌ها نقش داشته‌است، می‌توان به میشل استروگف اشاره نمود.